# Vaccinium stapfianum
Vaccinium stapfianum är en ljungväxtart som beskrevs av Herman Otto Sleumer. Vaccinium stapfianum ingår i Blåbärssläktet, och familjen ljungväxter. Utöver nominatformen finns också underarten V. s. minus.